# Nery Kennedy
Nery Gustavo Kennedy Rolón (Mbocayaty del Guairá, 28 maggio 1973) è un ex giavellottista paraguaiano.
Kennedy ha rappresentato il Paraguay in occasione dei Giochi olimpici di Barcellona 1992, anno di debutto nelle competizioni seniores, e successivamente ai Giochi di Sydney 2000, anno in cui è stato portabandiera della delegazione nazionale nel corso della cerimonia d'apertura della manifestazione. Oltre ad aver accumulato numerose vittorie nel continente sudamericano, ha detenuto nel 1998 il record nazionale del lancio del giavellotto, prima che venisse scavalcato dal "rivale" del tempo Édgar Baumann l'anno seguente. Ha studiato alla Texas A&M University dove ha gareggiato ai campionati NCAA.

## Palmarès
| Anno | Manifestazione                   | Sede           | Evento                 | Risultato | Prestazione | Note |
| ---- | -------------------------------- | -------------- | ---------------------- | --------- | ----------- | ---- |
| 1991 | Campionati sudamericani juniores | Asunción       | Lancio del giavellotto | Oro       | 64,28 m     |      |
| 1992 | Campionati ibero-americani       | Siviglia       | Lancio del giavellotto | 9º        | 64,28 m     |      |
| 1992 | Giochi olimpici                  | Barcellona     | Lancio del giavellotto | 30º (q)   | 65,00 m     |      |
| 1992 | Mondiali juniores                | Seul           | Lancio del giavellotto | 20º (q)   | 62,24 m     |      |
| 1994 | Giochi sudamericani              | Valencia       | Lancio del giavellotto | Oro       | 76,60 m     |      |
| 1995 | Giochi panamericani              | Mar del Plata  | Lancio del giavellotto | 9º        | 64,02 m     |      |
| 1997 | Campionati sudamericani          | Mar del Plata  | Lancio del giavellotto | Oro       | 75,08 m     |      |
| 1998 | Campionati ibero-americani       | Lisbona        | Lancio del giavellotto | Argento   | 76,16 m     |      |
| 1998 | Giochi sudamericani              | Cuenca         | Lancio del giavellotto | Oro       | 71,70 m     |      |
| 1999 | Campionati sudamericani          | Bogotà         | Lancio del giavellotto | Oro       | 78,89 m     |      |
| 1999 | Giochi panamericani              | Winnipeg       | Lancio del giavellotto | 4º        | 75,16 m     |      |
| 1999 | Mondiali                         | Siviglia       | Lancio del giavellotto | 29º (q)   | 71,74 m     |      |
| 2000 | Campionati ibero-americani       | Rio de Janeiro | Lancio del giavellotto | Argento   | 75,60 m     |      |
| 2000 | Giochi olimpici                  | Sydney         | Lancio del giavellotto | 33º (q)   | 70,26 m     |      |
| 2001 | Campionati sudamericani          | Manaus         | Lancio del giavellotto | Argento   | 74,41 m     |      |
| 2003 | Campionati sudamericani          | Barquisimeto   | Lancio del giavellotto | Bronzo    | 75,53 m     |      |
| 2003 | Giochi panamericani              | Santo Domingo  | Lancio del giavellotto | 6º        | 72,62 m     |      |
| 2003 | Mondiali                         | Saint-Denis    | Lancio del giavellotto | 21º (q)   | 68,83 m     |      |